# Пистирос (езеро)
 Тази статия е за езерото в Антарктика.  За античния търговски център вижте Пистирос.  
Пистирос (на английски: Pistiros Lake) е езеро на полуостров Байърс, остров Ливингстън, Антарктика. Наименувано е на античния търговски център Пистирос между градовете Ветрен и Септември, област Пазарджик на 27 февруари 2020 г. и с указ на президента Румен Радев от 22 декември 2020 г.
Езерото е с форма на леко извит на юг правоъгълник дълъг 320 m по направление запад-изток и широк 90 m, разположено на Президентските плажове. Заема 2,42 ha площ. Отделено е от водите на залива Ню Плимът с ивица земя широка между 20 – 35 m. Разположено е на 900 m източно от нос Лаагер и 2,08 km южно от нос Окоа. Районът е посещаван от ловци на тюлени през XIX век.
Провеждани са три картографирания на района – испанско от 1992 г., българско – 2009 и 2017 г.

## Карти
- Antarctic Digital Database (ADD). Scale 1:250000 topographic map of Antarctica. Scientific Committee on Antarctic Research (SCAR), 1993 – 2012.

- Карта на Специалната антарктическа защитена територия, включваща и езерото Пистирос
- Карта на островите Ливингстън, Гринуич, Роберт, Сноу и Смит, Южни Шетландски острови